# Puffing Devil
A Puffing Devil (trad. do inglês - Diabo Fumegante), foi o primeiro veículo de transporte praticável do mundo. Construído e idealizado por Richard Trevithick em 1801 e demonstrado na véspera de natal daquele ano na Cornualha. Subindo com seis pessoas a Fore Street continuando até Camborne Hill, do cruzamento de Camborne Hill até próximo da vila de Beacon. Seu primo e sócio Andrew Vivian dirigiu a máquina. Isto é amplamente reconhecido como a primeira demonstração de transportação de uma máquina a vapor. Durante mais teste a máquina quebrou após três dias depois de passar sobre uma vala na rua. O veículo foi então levado para um abrigo e deixado ainda com a fornalha acesa enquanto os operadores retiraram-se para um pub. Enquanto isso, a água da caldeira fervia, o motor superaquecia, e a máquina queimava, destruindo-a completamente. Trevithick não considerou isto um sério revés, mas sim um erro do operador. Em 1802 Trevithick tirou a patente para o seu motor de alta pressão. Para provar as suas ideias, ele construiu um motor estacionário na Coalbrookdale Company Works em Shropshire em 1802, forçando a água a uma altura medida para medir o trabalho realizado. O motor atingia quarenta voltas de pistão por minuto, com uma pressão da caldeira sem precedentes para a época de 145 psi (10,00 bar).